# ジョン・オクスリー

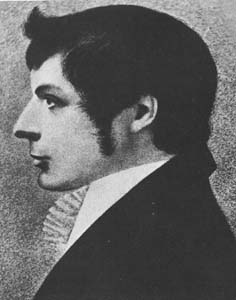
ジョン・オクスリー

ジョン・オクスリー, John Joseph William Molesworth Oxley (1785年1月1日 カーカム, ヨークシャー - 1828年5月26日) は、イギリス人のオーストラリア探検家

## 略歴
- 1802年10月、オーストラリア着、沿岸調査
- 1806年、ヴァン・ディーメンズ・ランド（現在のタスマニア）調査任務
- 1809年、ヴァン・ディーメンズ・ランド再訪
- 1812年、NSW の Surveyor-General に任命
- 1817年、George Evans と共に、ラックラン川、マッコーリー川 調査
- 1819年、ジャーヴィス湾調査
- 1823年、マーメイド号（カッター船）で沿岸を北上、ポート・カーティス、モートン湾、クイーンズランド南東部を調査
- 1824年、アラン・カニンガムと共に、モートン湾からブリスベン川、ブレーメル川を発見・調査
- 同年、ニューサウスウェールズ上院設立メンバー5人のうちの1人を務める

## 参照
- Dictionary of Australian Biography